# Ренато Перона
Ренато Перона (італ. Renato Perona, 14 листопада 1927 — 9 квітня 1984) — італійський велогонщик.
Олімпійський чемпіон 1948 року на тандемах.